# Sainte-Lucie aux Jeux du Commonwealth
Sainte-Lucie participe aux Jeux du Commonwealth depuis les Jeux de 1962 à Perth, en Australie. Après une participation initialement très épisodique, le pays a pris part à tous les Jeux depuis ceux de 1994. Les Luciens, ayant pris part à des épreuves d'athlétisme, de boxe, de cyclisme, de natation, de netball (en 2014), de squash, de tennis, de tennis de table, et de tir sportif (en 2014), ont remporté au total trois médailles de bronze, toutes en athlétisme. 

## Médailles
Médaillés luciens :
| Nom             | Jeux | Médaille           | Discipline | Épreuves                | Résultat    |
| --------------- | ---- | ------------------ | ---------- | ----------------------- | ----------- |
| Dominic Johnson | 2002 | Médaille de bronze | Athlétisme | Saut à la perche hommes | 5,60 mètres |
| Levern Spencer  | 2010 | Médaille de bronze | Athlétisme | Saut en hauteur femmes  | 1,88 mètre  |
| Levern Spencer  | 2014 | Médaille de bronze | Athlétisme | Saut en hauteur femmes  | 1,92 mètre  |